# De goden moeten hun getal hebben
 De goden moeten hun getal hebben  is een novelle van de Belgische schrijver Hubert Lampo. Het boek werd in 1969 uitgegeven in een oplage van 220.000 exemplaren. De uitgave werd verzorgd door de Stichting Collectieve Propaganda van het Nederlandse Boek ter gelegenheid van de Boekenweek 1969. Het was het eerste boekenweekgeschenk dat werd verzorgd door een Vlaamse schrijver.

## Verteller
Hoofdpersoon Kasper Bentheim vertelt het verhaal.  De lezer krijgt het vermoeden dat hij ooit een beroemd concertpianist was, die een geestelijke inzinking heeft ondergaan. Voor die aandoening werd hij verpleegd.

## Verhaal
Aan de rand van de mistige Schelde duikt het café het Palinghuis op, alwaar Kasper een liefdevol onthaal vindt. Hij mag in een afgedankte wat lekke kolenschuit overnachten en eet mee met het gezin van de kastelein Jonathan, moeder Annastasia en dochter Heleen.(Leentje).
In het hele verhaal speelt  de gespannen sfeer tussen stakende havenarbeiders en havenwerkgevers een rol, waarbij de arbeiders het café frequenteren. Voor Kasper is zijn mondharmonica belangrijk, waarmee hij mens maar vooral dier een weldadige rust kan schenken. Overdag zoekt Kasper in de stad Antwerpen dag in dag uit naar zijn verleden. Hij vindt interessante bekende en onbekende personen. De hem uit zijn jeugd bekende twee jaar oudere museumdirecteur Alix dringt zich fysiek aan hem op en is aan het eind van het verhaal verbitterd dat hij haar blijft afwijzen. Zelf vindt Kasper zijn eigen grote doodgewaande geliefde bij toeval terug als stripteasedanseres. Hij geeft haar de naam Eurydice, waarbij hij zelf ook niet meer weet in welke van de twee werelden hij leeft. Zijn mondharmonicaspel aan het hoofd van de grote groep protesterende havenarbeiders, wordt wreed gesmoord in een laatste mitrailleursalvo.

## Inhoud en thematiek
Het werk is zeker schatplichtig aan de mythe van Orpheus en Eurydice. De verteller Kasper leeft in twee werelden. Zijn  geestelijke gesteldheid door  zijn onjuiste perceptie dat hij zijn overspelige geliefde heeft gewurgd, draagt bij aan dit leven in twee werelden. Dit beklijft te meer als hij zijn geliefde levend terugvindt als stripteasedanseres.

## Nawoord voor de lezer
Omdat dit de eerste keer is dat een Vlaming het Boekenweekgeschenk schreef, krijgt de in hoofdzaak Nederlandse lezer wat achtergrondinformatie mee op deze laatste bladzijde van het boek. De plaats Geel is al eeuwenlang bekend als oord voor de huisverpleging van geesteszieken. Het werk van de auteur is evenals dit verhaal doortrokken van het magisch realisme. Daarmee is het beter verklaarbaar dat Kasper meent in twee werelden te kunnen leven.

## Andere verschijningsvormen
- Het boek beleefde een integrale herdruk onder de gewijzigde titel: ‘Kasper in de onderwereld’ in 1975 bij uitgeverij Meulenhoff.[2]
- De BRT verzorgde onder de titel: ‘Kasper in de Onderwereld’ een hoorspel van 99 minuten in 1989.
- De film met als titel ‘Kasper in de Onderwereld’ kwam uit in 1979.[3]